# Isola Jacques Cousteau
L'isola Jacques Cousteau (in spagnolo isla Jacques Cousteau), nota anche col nome di isola Cerralvo (isla Cerralvo) è un'isola messicana posta nel golfo di California, nei pressi dell'imboccatura del canale di Cerralvo. L'isola è disabitata e attualmente fa parte di una riserva naturale.
Politicamente, l'isola fa parte dello Stato messicano della Baja California Sur, ed in particolare del comune di La Paz.

## Geografia
Misura 18 km nel suo punto di maggiore estensione, ed occupa un'area di 136,498 km², che la rende la nona isola messicana per estensione.
L'isola è percorsa in direttrice nord-sud da una linea montuosa che culmina il cui punto più alto è di 640 m che separa la costa orientale, scoscesa e scogliosa, da quella occidentale sabbiosa. Dalle colline si dipartono alcuni corsi d'acqua che vanno verso il mare in ambo le direzioni.
L'isola è posta in una posizione assai favorevole per le immersioni subacquee e l'osservazione della vita marina, in quanto il regime delle correnti e la topografia dei fondali la rendono favorevole alla vita acquatica, che infatti qui è molto varia ed abbondante e può essere facilmente osservata grazie alla trasparenza delle acque, che garantisce visibilità quasi sempre attorno ai 30 m. Inoltre, la sua ubicazione all'imboccatura del Golfo di California la rende un punto di passaggio obbligatorio per le specie migratorie, il che ne fa un luogo molto ricercato dagli amanti della pesca d'altura.
Proprio in virtù di questo, il 17 novembre 2009, il governo messicano votò per il cambio di nome dal tradizionale isla Cerralvo a isla Jacques Cousteau, in onore del famoso oceanografo francese che tante volte aveva visitato le acque attorno ad essa.
La nuova denominazione dell'isola sollevò del malcontento fra la popolazione dello Stato, che la subì passivamente senza essere interpellata in materia e vi si oppose fermamente, coadiuvata da alcuni intellettuali e personaggi politici messicani.